# Valentin Telegdi
Valentin Louis Telegdi (hongrois : Telegdi Bálint), né le 11 janvier 1922 à Budapest et mort le 8 avril 2006 à Pasadena, est un physicien américain d'origine hongroise,,,,,,.

## Biographie
Il a été professeur à l'université de Chicago et à l'École polytechnique fédérale de Zurich. Après sa retraite, il a partagé son temps entre l'Organisation européenne pour la recherche nucléaire et le California Institute of Technology.
Telegdi a siégé au comité des politiques scientifiques du CERN entre 1981 et 1983. En 1991, il partage le prix Wolf de physique avec Maurice Goldhaber. Il a également été membre étranger de la Royal Society.